# Per Knut Aaland
Per Knut Aaland   (Stryn, 5 de setembre de 1954) és un esquiador de fons noruec, ja retirat, que va competir durant les dècades de 1970 i 1980.
El 1976 va prendre part en els Jocs Olímpics d'Hivern d'Innsbruck, on fou sisè en la prova dels 50 quilòmetres del programa d'esquí de fons. Quatre anys més tard, als Jocs de Lake Placid, va disputar dues proves del programa d'esquí de fons. Formant equip amb Ove Aunli, Lars Erik Eriksen i Oddvar Brå guanyà la medalla de plata en la prova del relleu 4x10 quilòmetres, mentre en els 50 quilòmetres fou setzè.
En el seu palmarès també destaca un campionat nacional i tres segones posicions en curses dels 50 quilòmetres a la Copa del Món d'esquí de fons.